# Diskonteringsinstrument
Diskonteringsinstrument är värdepapper som ger innehavaren en rätt att erhålla ett nominellt belopp vid löptidens slut. Diskonteringsinstrument säljs till ett lägre pris än det nominella beloppet. Ett diskonteringsinstrument får sitt värde från en diskontering av det framtida nominella beloppet. Statsskuldväxlar  och certifikat är diskonteringsinstrument.